# 美观马先蒿
美观马先蒿（学名：Pedicularis decora）是列当科马先蒿属的植物，是中国的特有植物。分布在中国大陆的陕西、四川、湖北、甘肃等地，生长于海拔2,200米至2,700米的地区，多生于荒草坡上以及疏林中。